# Bradypodion atromontanum
Bradypodion atromontanum (свартберзький карликовий хамелеон) — вид ігуаноподібних ящірок родини хамелеонових (Chamaeleonidae). Ендемік Південно-Африканської Республіки.

## Поширення й екологія
Свартберзькі карликові хамелеони мешкають у горах Великого і Малого Свартбергу у Капських горах на півдні ПАР. Вони живуть у чагарникових заростях фінбошу, на висоті від 700 до 1800 м над рівнем моря.